# Crespellano
Crespellano (emilián nyelven Crasplàn) település Olaszországban, Emilia-Romagna régióban, Bologna megyében. Lakosainak száma 10 163 fő (2013). Crespellano Anzola dell’Emilia, Bazzano, Castelfranco Emilia, Monte San Pietro, Monteveglio és Zola Predosa községekkel határos.

## Népesség
A település lakossága az elmúlt években az alábbi módon változott:

| 2013 | 10 163 |